# Mormidea pictiventris
Mormidea pictiventris är en insektsart som beskrevs av Carl Stål 1862. Mormidea pictiventris ingår i släktet Mormidea och familjen bärfisar. Inga underarter finns listade i Catalogue of Life.